# Rockneby
Rockneby est une localité de Suède située dans la commune de Kalmar, au sud du pays.